# Ligugé
Ligugé är en kommun i departementet Vienne i regionen Nouvelle-Aquitaine i västra Frankrike. Kommunen ligger i kantonen Poitiers 5e Canton som tillhör arrondissementet Poitiers. År 2022 hade Ligugé 3 429 invånare.

## Befolkningsutveckling
Antalet invånare i kommunen Ligugé
| Referens: INSEE |